# Магари
Мага́ри (також 464 км) — пасажирський залізничний зупинний пункт Рівненської дирекції Львівської залізниці.
Розташований на західній околиці села Черкаси, Ковельський район, Волинської області на лінії Ковель — Ягодин між станціями Ковель (12 км) та Мацеїв (14 км).
Станом на лютий 2019 року щодня три пари дизель-потягів прямують за напрямком Ковель-Пасажирський — Ягодин.